# Tatort: Blutschuld
Blutschuld ist eine Folge der deutschen Fernsehkrimireihe Tatort aus dem Jahr 2015. Der Film wurde vom Mitteldeutschen Rundfunk unter der Regie von Stefan Kornatz produziert und am 15. Februar 2015 erstmals im Ersten ausgestrahlt. Es handelt sich um die 936. Tatort-Folge und den 20. Fall mit dem Leipziger Ermittlerduo Saalfeld und Keppler.

## Handlung
Der Schrotthändler Harald Kosen wird im Schlafzimmer seines Hauses brutal erschlagen aufgefunden. Die Kommissarin Eva Saalfeld vermutet, da der Wandsafe leergeräumt wurde, eher einen Raubmord, während Andreas Keppler im Angesicht der großen Brutalität, mit der der Täter vorgegangen ist, eher eine Beziehungstat mit sehr viel Hass und Wut annimmt. Saalfeld bemerkt Spannungen, die zwischen der Ehefrau und ihrem Mann geherrscht zu haben scheinen, doch war sie zum Zeitpunkt des Überfalls im Krankenhaus. Auch die Tochter Sofie zeigt sich nicht übermäßig erschüttert vom Tod ihres Vaters, und der Sohn Patrick hatte ebenfalls kein sehr gutes Verhältnis zu dem Familienoberhaupt. Nach Aussagen von Kosens Schwiegersohn Bachmann hatte Patrick allen Grund, seinen Vater zu hassen, weil er ihm nicht geholfen hatte, als er in Schwierigkeiten war, was ihm am Ende eine mehrjährige Jugendstrafe einbrachte.
Ein ernsthaft Verdächtiger scheint auch Christian Scheidt zu sein, ein ehemaliger Firmenmitinhaber von Kosen. Seine Tochter ist vor fünf Jahren durch Kosens Schuld ums Leben gekommen, und seitdem ist er sozial abgestiegen. Bei seiner Vernehmung belastet er indirekt Frank Bachmann. Dieser habe in letzter Zeit Kontakt zu ihm aufgenommen, weil er ihm helfen sollte, belastendes Material gegen Kosen zu sammeln, um ihn aus der Firma zu drängen. Wenn dies gelungen wäre, hätte Scheidt wieder mit in die Firma einsteigen sollen. Allerdings hätte er sich auch materiell wieder beteiligen müssen, was Scheidt in seiner jetzigen finanziellen Lage nicht gekonnt hätte.
Saalfeld trifft sich am Abend mit Sofie Kosen. Als sie auf dem Weg nach Hause ist, erreicht sie ein Anruf von Sofie, dass jemand in ihrer Wohnung sei. Noch während sie miteinander sprechen, wird sie immer unruhiger, und am Ende hört Saalfeld ihre Todesschreie. Ehe sie und Keppler eintreffen, ist es zu spät. Sofie wurde genauso brutal hingemetzelt wie ihr Vater. Da Bachmanns Handy am Tatort gefunden wird, will Keppler ihn festnehmen. Als er ihn aufsuchen will, findet er ihn erhängt im Büro der Firma. Er kann aber anhand von Indizien einen Suizid ausschließen. Nachdem Tatwerkzeuge im Büro gefunden werden, ist ihm klar, dass Bachmann die Morde untergeschoben werden sollten. Daraufhin wird Scheidt festgenommen, da Indizien auf ihn als Täter hinweisen. Doch auch dies ist offensichtlich eine Finte.
Alles deutet nun auf Patrick Kosen, der einen großen Hass auf seine gesamte Familie hatte und sich jetzt nach Verbüßung seiner Haftstrafe auf einen Rachefeldzug begeben hat. Da Saalfeld vermutet, dass er auch noch seine Mutter umbringen könnte, fährt sie zu ihr und kann sie so retten. Patrick hatte ihr Herzmedikament ausgetauscht, durch das schnelle Eingreifen der Kommissarin kann die bereits bewusstlose Frau sofort in die Klinik gebracht werden.
Als Keppler Patrick festnehmen will, flüchtet er. Zu vermuten ist, dass er auch noch an Scheidt Rache nehmen könnte. Als Saalfeld und Keppler zu ihm fahren, müssen sie mitansehen, wie Scheidt von Patrick so provoziert wird, dass dieser von ihm halbtot geprügelt wird. Mit den Worten: „Es gibt keine Wiedergutmachung ohne Sühne“, lässt er die Attacken widerstandslos über sich ergehen, nachdem er zuvor gestanden hat, dass er den Tod von Scheidts Tochter verschuldet hatte. Durch das rechtzeitige Eingreifen der Ermittler können sie Scheidt davor bewahren, bis zum Äußersten zu gehen. Trotzdem wird er festgenommen und Patrick zunächst in die Klinik gebracht.

## Hintergrund
Die Dreharbeiten zu diesem Tatort erfolgten vom Mitteldeutschen Rundfunk in Zusammenarbeit mit Saxonia Media in Leipzig und der Umgebung von Leipzig unter dem Arbeitstitel Im Lauf der Zeit.
Für Vor- und Abspann wurden Musiktitel der Band The Who verwendet. Im Vorspann der Folge ist der Musiktitel The Real Me und im Abspann I'm One zu hören. Zudem fand Can You See The Real Me? Doctor?! von Pete Townshend Verwendung.
Die Audiodeskription zum Film wurde vom MDR selbst produziert.

## Rezeption
Einschaltquoten
9,40 Millionen Zuschauer sahen die Folge Blutschuld in Deutschland bei ihrer Erstausstrahlung am 15. Februar 2015, was einem Marktanteil von 25,8 Prozent entsprach.
Kritiken
Volker Bergmeister kritisiert auf Tittelbach.tv: „Eva Saalfeld muss wieder ihre Betroffenheitsmiene aufsetzen und sich Vorwürfe machen, Andreas Keppler ist der ewig langsame Brüter, der die Dinge eher in sich hineinfrisst als sie rauszulassen. Da findet kaum mehr eine Entwicklung statt, das macht auch der aktuelle Fall deutlich. Allzu viel müssen die beiden in Dialogen erklären, obgleich der Krimi durchaus Action zu bieten hat.“
Bei der Frankfurter Allgemeinen kritisiert Oliver Jungen recht nüchtern und meint: „Selten war Leipzig so kalt und hässlich: Der Leipziger Tatort ‚Blutschuld‘ legt mit brutaler Gewalt das Innenleben einer zerfallenden Familie frei.“ „Die ganze Stadt unterscheidet sich in Optik und Atmosphäre nicht von dem kaputten Abfallunternehmen Kosen. Straßenbahnschienen, Graffiti, Strommasten ragen halb ins Bild, ein Nagelstudio, der öde Innenhof einer Klinik, traurige Einbauküchen. Die Kamera kriecht immer wieder am Boden entlang. Manchmal blickt sie, wie stürzend, in den Himmel.“ „Dass die Entwicklung der Handlung spannend wirkt, obwohl die Aufklärung des Falls keine Überraschung bietet, liegt an der Konsequenz, mit der das Drehbuch ins Brutale vordringt: Wo Erlösung gesucht wird, gibt es keine Hemmungen. Dröge jedoch gerät Regisseur Kornatz der Umgang mit dem gelangweilten Ermittler-Duo“
Holger Gertz (Sueddeutsche.de) urteilt: „Die Versuchsanordnung bei diesem ‚Tatort‘ aus Leipzig ist recht übersichtlich. Männerleiche im Schlafzimmer, überall Blut. Man spricht vom Übertöten.“ „Saalfeld und Keppler [arbeiten] das Ganze routiniert runter. Viel Herumgefahre und Herumgelaufe unterlegt von dräuender Musik, viel Fallbesprechung auf endlos langen Treppen, so nehmen die beiden das Tempo raus. Sie: immer etwas zu bemüht. Er: ewig angekotzt, vom Leben, vom Tatort, von allem. Es ist der vorletzte Fall von Saalfeld/Keppler, das merkt man. Sie berühren nicht, weil sie sich nicht mehr rühren.“
Die Kritiker der Fernsehzeitschrift TV Spielfilm geben den Daumen nach oben und meinen: „Der Racheplan ist clever angelegt, trotzdem dämmert allen (außer den Ermittlern) schon nach der Hälfte, wer wirklich an den Hebeln sitzt. Im Detail mutet uns das Drehbuch einige Absurditäten und Übertreibungen zu.“ Das Fazit lautete: „Trotz kleiner Schwächen recht spannend.“